# Isidor Straus
Isidor Straus (Otterberg, 24 de março de 1845 — Oceano Atlântico, 15 de abril de 1912) foi um empresário americano de origem judaica alemã. Juntamente com o seu irmão Nathan, Isidor era dono da Macy's, uma loja de departamentos americana. Foi também, durante um breve período de tempo, membro da Câmara dos Representantes dos Estados Unidos. Isidor faleceu com a sua esposa, Ida, durante o naufrágio do transatlântico britânico RMS Titanic, no Oceano Atlântico, em 1912.

## Biografia

### Juventude
Isidor Straus nasceu em Otterberg, Kaiserslautern, na Alemanha. Foi o primogênito de Lazarus Straus (1809–1898) e da sua segunda esposa Sara (1823–1876); o mais velho de cinco irmãos:
- Hermine (1846–1922)
- Nathan (1848–1931)
- Jakob Otto (1849–1851)
- Oscar Solomon Straus (1850–1926)

Em 1854, a família Straus emigrou para os Estados Unidos, tendo-se estabelecido em Talbotton, na Geórgia, onde abriram uma mercearia, L. Straus & Company.
Com o desencadear da Guerra Civil Americana, Isidor voluntariou-se para o Exército dos Estados Confederados, mas foi recusado por ter apenas 16 anos na época. Passou o resto da guerra numa posição clerical na loja, substituindo um empregado que se tinha alistado no exército e, mais tarde, Isidor representou o negócio da família na Inglaterra.
Com o fim da guerra, a família Straus mudou-se para Nova Iorque, onde Isidor e o seu irmão Nathan abriram uma loja de talheres e cerâmica de mesa, a R. H. Macy and Company.

### Vida tardia
Em 1871, Isidor Straus casou-se com Rosalie Ida Blun (1849–1912), tendo tido sete filhos (um dos quais faleceu durante a infância):
- Jesse Isidor Straus (1872–1936) se tornou Embaixador Americano na França na década de 1930;
- Clarence Elias Straus (1874–1876) morreu na infância;
- Percy Selden Straus (1876–1944) se casou com Edith Abraham (1882–1957);
- Sara Straus (1878–1960) se casou com o Dr. Alfred Fabian Hess (1875–1933);
- Minnie Straus (1880–1940) se casou com Richard Weil (1876–1918);
- Herbert Nathan Straus (1881–1933) se casou com Therese Kuhn (1884–1977);
- Vivian Straus (1886–1974) se casou por duas vezes: a primeira com Herbert Adolph Scheftel (1875–1914) e a segunda, em 1917, com George A. Dixon, Jr. (1891–1956).

O casal tornou-se inseparável, escrevendo um ao outro sempre que estivessem, por algum motivo, separados. Isidor tornou-se Congressista dos Estados Unidos de 30 de janeiro de 1894 a 3 de março de 1895, pelo Partido Democrata. Por volta de 1896, os irmãos Straus tinham a completa propriedade da Macy's.

### A bordo doTitanic

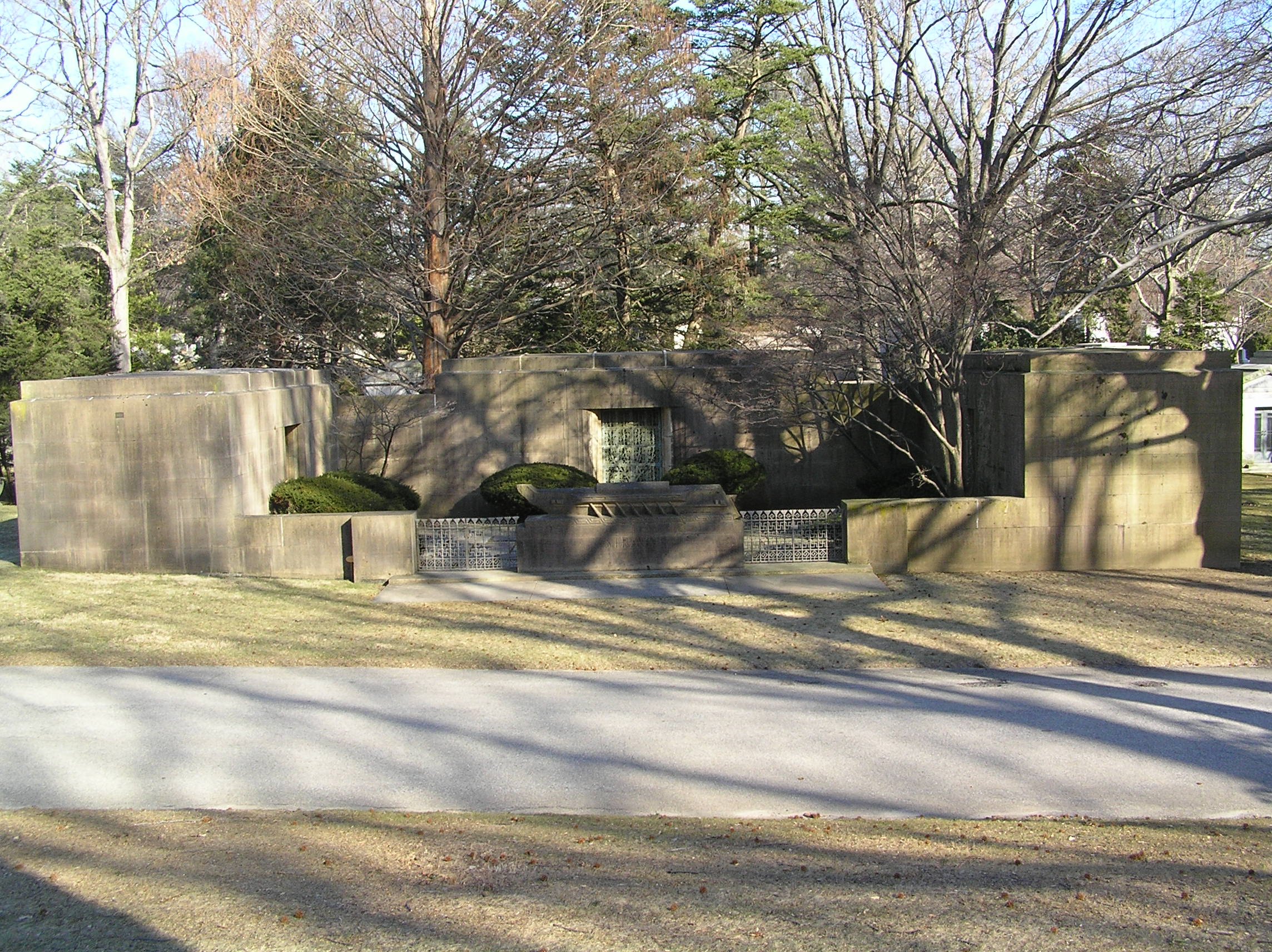
O túmulo de Isidor Straus no Cemitério de Woodlawn.

No início de abril de 1912, o casal viajou até à Europa pelo SS Amerika – era costume do casal viajar em navios alemães sempre que possível. Na viagem de regresso para os Estados Unidos, Isidor e a sua esposa embarcaram em Primeira Classe no RMS Titanic em Southampton, no dia 10 de abril, ocupando os quartos C-55-57. Acompanhando-os estavam o criado de Isidor, John Farthing, e a empregada de Ida, Ellen Bird. O seu neto bebê, Stuart Scheftel, tinha-se constipado e, por este motivo, fora deixado em Inglaterra com a sua ama; se tal não tivesse sucedido, o bebê estaria no navio com os avós.
O casal estava a bordo na noite de 14 de abril, quando o navio colidiu com um iceberg enquanto navegava pelo Atlântico Norte. Os botes salva-vidas foram lançados ao mar, dando prioridade às mulheres e crianças. Ida e Isidor subiram até ao convés principal, para junto dos botes, mas Ida recusou-se a deixar Isidor sozinho no navio que afundava, dizendo "Não me separarei do meu marido. Como vivemos, assim morreremos, juntos". Um oficial, apercebendo-se da situação, acercou-se do casal e ofereceu um lugar a Isidor, por se tratar de um homem de idade, mas este recusou-se a abandonar o barco antes de homens mais jovens do que ele. No seu lugar entrou Ellen Bird, empregada de Ida, para o bote. Isidor e Ida foram vistos pela última vez sentados, juntos, enquanto a água subia pelo convés, tendo ambos falecido na madrugada de 15 de abril, quando o navio afundou.
O corpo de Isidor Straus foi encontrado pelo CS Mackay-Bennett e vou levado até Halifax, na Nova Escócia, onde foi identificado antes de ser enviado para Nova Iorque. O corpo de Ida nunca foi encontrado.
Devido à sua presença no célebre naufrágio do RMS Titanic, o casal é, muitas vezes, representado em filmes sobre o acontecimento: no filme de 1953, Titanic, e no filme de 1958, A Night to Remember, em cenas historicamente consistentes com os relatos de sobreviventes acima citados. No filme de 1997, Titanic, o casal é visto abraçando-se na sua cama enquanto sua suíte se enche d'água; numa cena cortada, todavia, Isidor Straus (Lew Palter) é visto a tentar persuadir Ida (Elsa Raven) a entrar em um bote salva-vidas.

## Memoriais
Isidor Straus foi enterrado no Cemitério Woodlawn, no Bronx. A sua lápide serve também de cenotáfio da sua esposa.
Existem três outros memoriais erigidos em memória de Isidor e Ida Straus em Nova Iorque:
- Uma placa no andar principal da Macy's, em Manhattan.
- O Memorial Isidor e Ida Straus, no Parque Straus, a um quarteirão de distância de onde o casal residia (atualmente, o local do Cleburne Building). Uma inscrição diz "Lovely and pleasant they were in their lives, and in death they were not divided." ou, em tradução para o português "Amados e gloriosos, jamais se separaram, nem na vida nem na morte." (2 Samuel 1:23)
- A Escola Pública de Nova Iorque, construída em Manhattan em 1959, tem o nome de Isidor e Ida Straus.